# Opius araucoensis
Opius araucoensis är en stekelart som beskrevs av Fischer 1968. Opius araucoensis ingår i släktet Opius och familjen bracksteklar. Inga underarter finns listade i Catalogue of Life.